# Charles Pacôme
Charles Bénoni Louis Pacôme (5. listopadu 1902 Bergues, Francie – 1. října 1978 Wasquehal, Francie) byl francouzský zápasník, volnostylař. V roce 1928 vybojoval na olympijských hrách v Amsterdamu stříbrnou medaili v lehké váze a v roce 1932 na hrách v Los Angeles zlatou medaili ve stejné kategorii. V roce 1931 vybojoval bronzovou medaili na mistrovství Evropy ve velterové váze.